# سورس فورج (شركة)
سورس فورج (حاليًا جزء من Geeknet) هي شركة متخصصة في استضافة البرامج المفتوحة المصدر من خلال موقعها المسمى كذلك سورس فورج.
يعود تأسيسها لسنة 1993 و مرت عبر عدة مراحل ، فانتقلت من شركة لبيع الحواسيب المجهزة بنظام لينكس تحت اسمVA Linux Systems، بعد ذلك غيرت سياستها لتصبح شركة برمجيات سنة 2001 تحت اسم VA Software Corporation و أخيرا تحولت إلى شركة كبرى لإستضافة البرمجيات الحرة و المفتوحة المصدر بخدمة مجانية لكل من يرغب بذلك.